# Ned Harkness
Pour les articles homonymes, voir Harkness.
Ned Harkness (né le 19 septembre 1921 à Ottawa au Canada, mort le 19 septembre 2008 à Rochester, New York) était un entraîneur canadien de renom dans le hockey sur glace universitaire de la NCAA. 
Il remporta plusieurs titres universitaires avant de prendre en main, en 1970, les Red Wings de Détroit dans la Ligue nationale de hockey.

Néanmoins son passage s'est soldé par un échec : il ne remporta en effet que 12 victoires en 38 matchs joués.

Il devient cependant directeur général de la franchise du Michigan de 1970 à 1974.
En 1982 Il est intronisé au Temple de la renommée des sports de Institut Polytechnique de Rensselaer.